# Кузьмин, Александр Николаевич (спортсмен)
Александр Николаевич Кузьмин (род. 2 мая 1991, Псков) – российский биатлонист, победитель и призер летнего кубка мира среди юниоров 2011 года, победитель общего зачета кубка мира по летнему биатлону среди юниоров 2011 года. Мастер спорта России по биатлону, мастер спорта России по спортивному ориентированию. Многократный чемпион и призер чемпионата СЗФО по биатлону. Многократный победитель Псковской области по лыжным гонкам. После завершения спортивной карьеры в ноябре 2013 году после полученной ранее травмы занимается тренерской деятельностью, организацией массовых забегов в регионе, комментированием спортивных мероприятий.

## Биография
Родился 2 мая 1991 года в городе Псков. Родители к спорту не имели отношения. Однако на спортивную карьеру Александра значительное влияние оказал старший брат, Кузьмин Сергей Николаевич, мастер спорта России по спортивному ориентированию.
Спортивный путь Александра начался в 9 лет, когда мама привела его на тренировку по спортивному ориентированию. С этого времени тренировался в псковском спортивном клубе ориентирования «Русь» под руководством Никитина Валентина Алексеевича, в дальнейшем под руководством Никитина Алексея Валентиновича. В 2005 году в 14 лет выполнил норматив кандидата мастера спорта по спортивному ориентированию.
Несмотря на пример брата и потенциал в спортивном ориентировании в 2007 году происходит смена вида спорта на олимпийский вид - биатлон, о котором Александр мечтал длительное время. В июне 2007 года переезжает из Пскова в город Остров, живет и тренируется в центре подготовки лыжников-гонщиков и биатлонистов «Юность». Первый тренер - Вайгин Владимир Генадьевич. Далее -  Вайгин Константин Генадьевич.
В ноябре 2007 года в тренировках появляются стрелковые работы. В декабре – первые соревнования по биатлону. В январе 2008 года проводится первенство Мурманской области по биатлону, где впервые поднимается на пьедестал, заняв 3 место в спринтерской гонке.
В феврале 2008 года принимает участие в первенстве СЗФО России, где уверенно проводит гонки и неоднократно поднимается на пьедестал. В спринтерской гонке на 7,5 км занимает 2 место, уступив в борьбе победителю всего 0,3 секунды. Однако по результату данной гонки Александру присваивают звание Кандидат в мастера спорта России по биатлону, спустя 8 месяцев после первых тренировок в данной дисциплине.
В феврале 2009 года на первенстве СЗФО России по биатлону в гонке преследования на 10 км показывает второй результат, повторно выполняя норматив Кандидата в мастера спорта России по биатлону.
Звание Мастера спорта России по биатлону присваивается в ноябре 2010 года.
В августе 2011 года в городе Остров проходит второй этап Кубка Международного союза биатлонистов (IBU) по летнему биатлону. В спринтерской гонке на 7,5 км Александр завоевывает бронзовую награду. На второй день соревнований уверенно выигрывает гонку преследования на 12,5 км. По итогам всех этапов Александр выигрывает общий зачет Кубка мира по биатлону среди юниоров.
В дальнейшем спортсмен приходит к пониманию о невозможности показывать максимальные спортивные результаты в биатлоне из-за последствий полученной ранее травмы и завершает профессиональную спортивную карьеру.

## Деятельность после завершения спортивной карьеры
Первое время после ухода из профессионального спорта работает на псковском телевидении спортивным корреспондентом.  Открывает первую в регионе школу бега PRO SPORT для спортсменов-любителей. C 2017 года становится главным организатором соревнований по бегу в регионе «PRO SPORT: Кубок губернатора». С 2018 года соревнование трансформируется в главный старт региона с марафонской дистанцией.

## Образование
Факультет физической культуры и спорта Великолукской государственной академии физической культуры.

## Семья
С 4 июня 2016 года женат на Елене Чекай. Сын Марк (род. 24 ноября 2016 года) и Николай (род. 30 октября 2020 года).